# Gould-Jacobs-Reaktion
Bei der Gould-Jacobs-Reaktion handelt es sich um eine Namensreaktion in der Organischen Chemie, die nach ihren Entdeckern Gordon Gould (1920–2005) und Walter Abraham Jacobs (1883–1967) benannt wurde. Sie wird zur Herstellung von Chinolinderivaten genutzt.

## Übersichtsreaktion
Aus Anilin (oder Anilinderivaten) werden durch Umsetzung mit Alkoxymethylen-malonsäureestern in einer Reaktionskaskade 4-Hydroxychinoline hergestellt.

## Mechanismus
Das Anilinderivat substituiert die Alkoxygruppe nucleophil an der elektronenarmen C=C-Doppelbindung des Methylidenmalonsäureesters zu einem Anilinomethylen-malonsäuredialkylester, der in einer Friedel-Crafts ähnlichen Reaktion zu einem Chinolin anelliert. Dieser wird zu einer Chinolincarbonsäure hydrolysiert. Der tautomere β-Ketoester decarboxyliert zum 4-Hydroxychinolin.
Ein Anwendungsbeispiel ist die Synthese von 4,7-Dichlorchinolin.